# میکائیل کاستیون
میکائیل کاستیون (انگلیسی: Mickaël Castejon؛ زادهٔ ۲۱ مارس ۱۹۸۵) بازیکن فوتبال اهل سوئیس است.
از باشگاه‌هایی که در آن بازی کرده‌است می‌توان به باشگاه فوتبال لوزان-اسپورت اشاره کرد.